# 恋歌

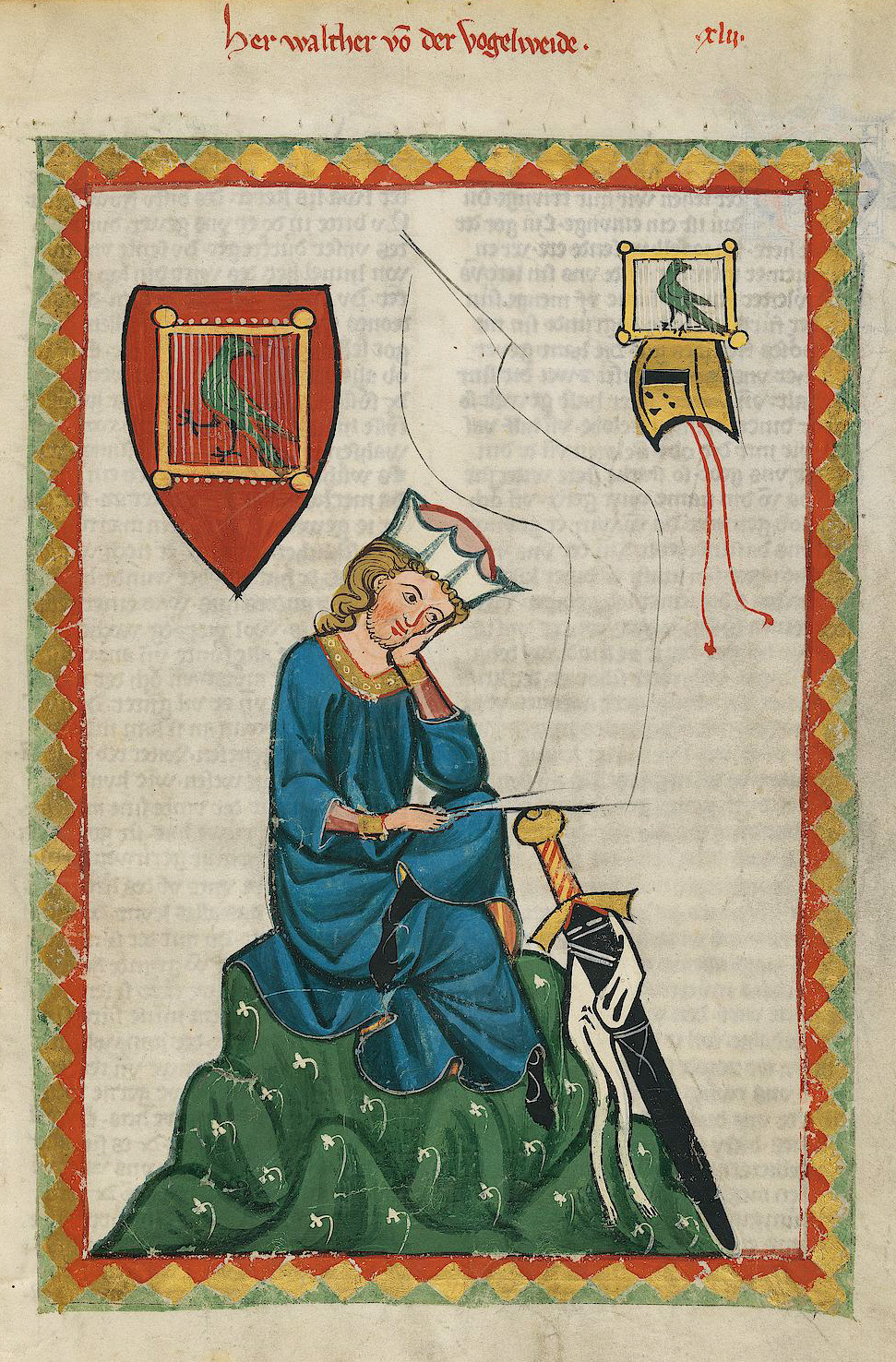
恋歌诗人瓦尔特·冯·德·福格尔魏德

恋歌是德国12世纪至14世纪抒情诗与歌曲的形式。恋歌诗人在德语中被称为。这个词来源于中古高地德語“minne”，意为爱。恋歌的主题是爱。

## 内部链接
- 抒情诗